# 野澤佑斗
野澤 佑斗（のざわ ゆうと、1997年11月6日 - ）は、茨城県古河市出身の元プロ野球選手（投手）。右投左打。プロでは育成選手であった。

## 経歴

### プロ入り前
古河第六小学校の1年生から古河プレーボールで捕手として野球を始め、古河第一中学校では投手に転向する。
つくば秀英高等学校に進学。1年生から背番号11番で起用され、3年生の夏の茨城県大会では、5回無安打7奪三振を記録し注目される。
2015年10月22日に行われたプロ野球ドラフト会議で福岡ソフトバンクホークスから育成選手ドラフト1巡目で指名され、支度金300万円、年俸270万円(いずれも推定)で入団した。
背番号は129。

### プロ入り後
2016年は、二軍公式戦での登板はなく、三軍戦では16試合に登板し、15回1/3を投げ、1勝1敗、防御率4.70でシーズンを終えた。
2017年、宮崎春季キャンプ期間中に、エドウィン・ディアス（当時・シアトル・マリナーズ）の投球の動画からヒントを得て、ストレートのボールの握りをそれまでのフォーシームからツーシームに変更すると、ストレートの制球が安定し球威も増した 。3月19日に行われたウエスタン・リーグ対阪神タイガースにおいて、二軍公式戦初登板を果たす。その後安定したピッチングで二軍の中継ぎ投手の一角を担い、ウエスタン・リーグにおいて、42試合の登板で44回1/3を投げ、2勝1敗1セーブ、防御率1.02の好成績を挙げる。
2018年は支配下登録は逃したものの二軍戦28試合に登板し2勝1敗1セーブ、防御率3.93の成績を残す。10月31日、規定により自由契約公示されたが、12月1日に改めて育成選手として再契約された。
2019年は、二軍公式戦登板は3試合にとどまり
、三軍戦も僅か9試合に登板だった。
2020年は、二軍公式戦に15試合登板し、14回1/3を投げ防御率5.65、三軍戦では24試合で27回1/3を投げ、防御率1.98の成績を残す。
11月4日、戦力外通告が公示された。12月7日に12球団合同トライアウトに参加し、シートバッティング形式で3人の打者と対戦し、奪三振1、与四球1の結果だった。

## 選手としての特徴
- サイドハンドから繰り出すストレートに力があり、変化球の制球も高校レベルでは高いものがある[2]。
- プロ入り二年目の2017年に、ストレートの握りをそれまでのフォーシームからツーシームに変更したことにより、制球がより安定し、自己最速の146km/hを記録する[17] 。

## 人物
- 「ストレートは汚い。顔は綺麗なんですけどね」と言ってしまう天然系のキャラクター[17]。
- 2017年の宮崎春季キャンプで、B組調整だった柳田悠岐と宿舎で同部屋だった事もあり、親交がある[18] 。

## 詳細情報

### 年度別投手成績
- 一軍公式戦出場なし

### 背番号
- 129 （2016年 - 2020年）

### 登場曲
- 「Y.M.C.A.」E-girls（2019年）
- 「ノコギリガール～ひとりでトイレいけるもん～」狩野英孝 （2020年）